# Ecuador op de Olympische Zomerspelen 1980
Ecuador nam deel aan de Olympische Zomerspelen 1980 in Moskou, Sovjet-Unie. Het was de vijfde deelname van het Zuid-Amerikaanse land.

## Deelnemers en resultaten per onderdeel

### Atletiek
| Olympiër         | Discipline      | Resultaat | Prestatie             |
| ---------------- | --------------- | --------- | --------------------- |
| Nancy Vallecilla | 100m horden (v) | DNS       | serie 3: niet gestart |
| Nancy Vallecilla | vijfkamp (v)    | DNF       | niet gefinisht        |

### Boksen
| Olympiër        | Discipline | Resultaat | Prestatie                                          |
| --------------- | ---------- | --------- | -------------------------------------------------- |
| Lincoln Salcedo | -48kg (m)  | 9e        | 1ste ronde: vrij 2de ronde: V van ALG Saïd: 0-5    |
| Jorge Monard    | -54kg (m)  | 17e       | 1ste ronde: vrij 2de ronde: V van TAN Issaick: 0-5 |
| Luis Castillo   | +81kg (m)  | 9e        | 1ste ronde: V van GDR Fanghänel: 1-4               |

### Judo
| Olympiër        | Discipline | Resultaat | Prestatie                                                                   |
| --------------- | ---------- | --------- | --------------------------------------------------------------------------- |
| Jimmy Arévalo   | -65kg (m)  | 19e       | 1ste ronde: V van BUL Nedkov                                                |
| Milton Estrella | -86kg (m)  | 13e       | 1ste ronde: W van BUL Boyadzhiev: walk-over 2de ronde: V van CYP Papakostas |

### Wielersport
| Olympiër                                              | Discipline                    | Resultaat | Prestatie                     |
| Baan                                                  | Baan                          | Baan      | Baan                          |
| ----------------------------------------------------- | ----------------------------- | --------- | ----------------------------- |
| Esteban Espinoza                                      | tijdrit (m)                   | 16e       | 1.11,419                      |
| Jhon Jarrín                                           | individuele achtervolging (m) | 14e       | kwalificatie: 14de in 5.14,64 |
| Esteban Espinoza Jhon Jarrín Edwin Mena Juan Palacios | ploegenachtervolging (m)      | 13e       | kwalificatie: 13de in 4.50,83 |

### Zwemmen
| Olympiër        | Discipline           | Resultaat | Prestatie                |
| --------------- | -------------------- | --------- | ------------------------ |
| Diego Quiroga   | 400m vrije slag (m)  | 24e       | serie 1: 4de in 4.05,70  |
| Diego Quiroga   | 1500m vrije slag (m) | 16e       | serie 1: 6de in 16.01,41 |
| Enrique Ledesma | 100m vlinderslag (m) | 19e       | serie 2: 4de in 57,35    |
| Enrique Ledesma | 200m vlinderslag (m) | 21e       | serie 1: 4de in 2.11,40  |

Afghanistan · Algerije · Andorra · Angola · Australië · België · Benin · Birma · Botswana · Brazilië · Bulgarije · Colombia · Congo-Brazzaville · Costa Rica · Cuba · Cyprus · Denemarken · Dominicaanse Republiek · Duitse Democratische Republiek · Ecuador · Ethiopië · Finland · Frankrijk · Griekenland · Groot-Brittannië · Guatemala · Guinee · Guyana · Hongarije · Ierland · IJsland · India · Irak · Italië · Jamaica · Joegoslavië · Jordanië · Kameroen · Koeweit · Laos · Lesotho · Libanon · Liberia · Libië · Luxemburg · Madagaskar · Mali · Malta · Mexico · Mongolië · Mozambique · Nederland · Nepal · Nicaragua · Nieuw-Zeeland · Nigeria · Noord-Korea · Oeganda · Oostenrijk · Peru · Polen · Portugal · Puerto Rico · Roemenië · San Marino · Senegal · Seychellen · Sierra Leone · Sovjet-Unie · Spanje · Sri Lanka · Syrië · Tanzania · Trinidad en Tobago · Tsjecho-Slowakije · Venezuela · Vietnam · Zambia · Zimbabwe · Zweden · Zwitserland